# قرار مجلس الأمن التابع للأمم المتحدة رقم 1723
قرار مجلس الأمن التابع للأمم المتحدة رقم 1723، الذي اتخذ بالإجماع في 28 نوفمبر 2006، بعد أن ذكر بالقرارات السابقة بشأن العراق، مدد المجلس ولاية القوة المتعددة الجنسيات حتى نهاية عام 2007.
القرار، الذي قدمته الدنمارك واليابان وسلوفاكيا والمملكة المتحدة والولايات المتحدة،  كان بناء على طلب من رئيس الوزراء العراقي نوري المالكي في رسالة أرفقت بالقرار كمرفق، إلى جانب رسالة من وزيرة الخارجية الأمريكية كوندوليزا رايس موكدة استعداد القوة للاستمرار.

## القرار

### أعمال
وبموجب الفصل السابع من ميثاق الأمم المتحدة، مدد المجلس ولاية القوة متعددة الجنسيات، التي أُنشئت بموجب القرار 1546 (2004) في العراق حتى 31 ديسمبر / كانون الأول 2007، على أن تتم مراجعتها بحلول 15 يونيو / حزيران 2007؛ يمكن إنهاؤها في أي وقت بطلب من العراق. في نفس الوقت، تم تمديد الترتيبات المنصوص عليها في القرار 1483(2003) لإيداع عائدات مبيعات تصدير النفط والمنتجات البترولية والغاز الطبيعي في صندوق التنمية للعراق، ومراقبتها من قبل المجلس الدولي للمشورة والمراقبة، حتى 31 ديسمبر2007.
أخيرًا، طُلب من الأمين العام كوفي عنان والولايات المتحدة تقديم تقرير ربع سنوي عن التقدم الذي أحرزته بعثة الأمم المتحدة لمساعدة العراق والقوة متعددة الجنسيات على التوالي.

## روابط خارجية
- نص القرار في undocs.org